# Páneurópai Főiskola
A Páneurópai Főiskola (szlovákul: Paneurópska vysoká škola) magán főiskola Pozsonyban, Szlovákiában. Az iskola alapításában nagy szerepet játszott Ján Čarnogurský ügyvéd és politikus, korábbi szlovák miniszterelnök. 2004-ben kezdte meg működését Pozsonyi Jogtudományi Főiskola (Bratislavská vysoká škola práva) néven, ezt 2010-ben változtatták meg jelenlegi formájára. Az iskola többségi tulajdonosa és üzemeltetője a Prosperita holding cseh befektetői csoport. A főiskola rektora Juraj Stern.

## Karok
- Jogtudományi Kar (Fakulta práva)
- Pszichológiai Kar (Fakulta psychológie)
- Közgazdasági és Vállalkozási Kar (Fakulta ekonómie a podnikania)
- Tömegmédia Kar (Fakulta masmédií)
- Informatikai Kar (Fakulta informatiky)

## Híres oktatók
- Eduard Chmelár – történész, politikai elemző
- Vladimír Palko – matematikus
- Iveta Radičová – szociológus, korábbi miniszterelnök
- Lucia Žitňanská – politikus, korábbi igazságügyi miniszter